# 丹阳、蓝田之战
丹阳、蓝田之战，指前312年，秦国和楚国的一场战役。
前312年，秦國説客張儀欺騙楚懷王，要其以斷絕齊國之交換取秦國割讓六百里商之地，離間當時對秦國最大的威脅——齊國與楚國；懷王中計，與齊國斷交後，張儀稱給六里地，懷王惱怒不已，發動大軍進攻秦國。秦国樗里疾率秦军与韩军在雍氏击败楚国景翠的军队，继而与韩国魏章的部队会合；秦、韩联军与楚军在丹阳（今河南省淅川县丹水和淅水交汇处一带）作战，楚军被斩首八万，楚将屈匄等七十余名将领被俘。然后秦军在楚国汉中之地六百里设立汉中郡，又使楚怀王大怒，為此調集全國軍隊發動進攻，於藍田大戰秦軍，然而秦軍再勝。